# Seru
O seru (Allantoma lineata) é uma árvore da família Lecythidaceae, do gênero Allantoma. A espécie foi citada pela primeira vez em 1847.
Outros nomes populares: abacaíba, castanha-da-serra, castanheiro-da-serra, ceru, cheru, churu, jequitibá, ripeiro-cheru, tauari.
É encontrado na Amazônia (no Brasil e na Venezuela), considerado espécie madeireira, moderadamente dura, de cerne marron, acabamento bom.